# Hypopyra pudentia
Hypopyra pudentia là một loài bướm đêm trong họ Erebidae.